# Jaume Sala
Jaume Sala (1646, ? – 1694, Olot) fou mestre de capella de Sant Esteve d’Olot entre 1680 i 1694.
No es disposa de molta informació referent als seus estudis musicals, però es conserven els pactes que la comunitat signà amb Jaume Sala per admetre’l al magisteri de capella de l'església parroquial de Sant Esteve d’Olot. En el document s'hi especifiquen les obligacions relatives a la seva responsabilitat pel que fa a la conducció de les entonacions del cant pla, l'ensenyament del mateix als beneficiats i el manteniment del llibres corals.
El document ha arribat fins a nosaltres en un estat de conservació bastant deficient i tan sols permet de llegir-ne alguns fragments. El que sorprèn del document és l'elevat nombre de 6 infants cantors amb que comptava la capella en aquelles dates, un nombre que gairebé l'equiparava amb la Catedral de Vic, la qual en aquella mateixa època disposava d’entre 6 i 8 “minyons” cantors.
Francesc Civil esmenta, sense citar-ne la font, que J. Sala tenia 34 anys d’edat en el moment de prendre possessió del magisteri, el 1680. Hauria nascut per tant el 1646. Traspassà el 17 de setembre de 1694: 
“A 17 de setembre de 1694 fou enterrat / en la Iglesia parroquial de Olot lo Rnt Jaume / Sala, mestre de Capella ab asistencia de / tots los pres, rebe los sagraments de la ex-/tremuncio”.